# Constança de Habsburgo
Constança Renata de Habsburgo (Graz, 24 de dezembro de 1588  — Varsóvia, 10 de julho de 1631) foi rainha consorte da Polônia como esposa do rei Sigismundo III Vasa da Polônia. Pela herança de seu marido, se considerava também rainha da Suécia, mas nunca foi reconhecida como tal neste país, de cujo trono havia sido derrubado Sigismundo.

## Biografia
Era a décima terceira criança e sexta filha do arquiduque Carlos II de Áustria e de Maria Ana da Baviera. Seus avos paternos eram o imperador Fernando I do Sacro Império Romano-Germânico e Ana da Boêmia e Hungria. Seus avós maternos eram o duque Alberto V da Baviera e a arquiduquesa Ana de Áustria (irmã mais velha de seu pai).
Era irmã de Ana de Áustria, e após a morte desta em 1598, seu marido, o rei Sigismundo III Vasa da Polônia, decidiu casar-se novamente, desta vez com Constança. A cerimônia oficial se celebrou em 11 de setembro de 1605.
Deste casamento nasceram sete filhos:
- João Casimiro Vasa (1607 - 1608);
- João II Casimiro Vasa da Polônia (1609 - 1672), rei da Polônia e Lituânia;[2]
- João Alberto Vasa (1612 - 1634), bispo de Cracóvia;
- Carlos Fernando Vasa (1613 - 1655), duque de Opole;
- Alexandre Carlos Vasa (1614 - 1655);
- Ana Constança Vasa (1616 - 1616);
- Ana Catarina Constança Vasa (1619 - 1651), eleitora do Palatinado como primeira esposa de Filipe Guilherme de Neuburgo.